# Rick Fenn
 (juillet 2023).
Si vous disposez d'ouvrages ou d'articles de référence ou si vous connaissez des sites web de qualité traitant du thème abordé ici, merci de compléter l'article en donnant les références utiles à sa vérifiabilité et en les liant à la section « Notes et références ».
Rick Fenn (né le 23 mai 1953) est un guitariste britannique rock, principalement connu comme membre du groupe 10cc depuis 1976.
Il a également collaboré avec de nombreux artistes, parmi lesquels Mike Oldfield et Nick Mason (batteur de Pink Floyd).

## Histoire
La carrière musicale de Fenn a commencé à Oxford, où il dirigeait le groupe scolaire "Bagshot Louie". Le groupe se sépare à la fin de l'année scolaire en 1971 et Fenn s'installe à Cambridge pour fréquenter le Cambridge College of Arts & Technology.
Après avoir suivi un cours d’études commerciales HND, Fenn rejoint un groupe de Cambridge appelé Hamilton Grey qui s’installe à Manchester et devient le groupe Gentlemen. Leur première apparition à la télévision dans une émission intitulée So It Goes (avec les Sex Pistols) aboutit à développer une amitié avec Paul Burgess qui le recommanda peu après au groupe 10CC, qu'il rejoignit vers la fin de 1976 lors du lancement de leur album Deceptive Bends et fait partie du groupe depuis.
À partir de 1979, il tourne et enregistre avec Mike Oldfield et coécrit avec lui la chanson Family Man, qui remportera un franc succès pour Hall and Oates dans le monde entier et lui permettra de remporter un A.S.C.A.P. prix de la meilleure chanson en 1984.
En 1985, Fenn écrit et enregistre son propre album Profiles avec le batteur de Pink Floyd, Nick Mason. Le single de l'album, Lie for a Lie interprété par David Gilmour et mettant en vedette Maggie Reilly a été un hit aux États-Unis. Dans les années 1980 également, Fenn et Mason ont fondé Bamboo Music, une société qui produisait des jingles musicaux pour des clients professionnels.
Au fil des ans, il a effectué des tournées avec des artistes tels que Rick Wakeman, Jack Bruce, Elkie Brooks et Wax (avec Andrew Gold et Graham Gouldman). Guitariste, il a enregistré avec de nombreux artistes dont Cliff Richard, Peter Green ex-Fleetwood Mac, Agnetha (ABBA), Marilyn, Sniff 'n' the Tears, John Wetton et Justin Hayward.
À partir de la fin des années 80, Fenn passa plus de temps à composer et à écrire d'innombrables partitions pour les documentaires, drames et comédies de T.V. (y compris les séries pour Hale and Pace et Craig Charles), ainsi que pour plusieurs longs métrages. Parmi ceux-ci figuraient White of the Eye, une autre collaboration avec Nick Mason. Au fil des ans, il a remporté plusieurs prix pour des bandes sonores commerciales de haut niveau.
Une bande-son qui lui a valu le trophée Gold Clio aux États-Unis en 1989 pour la meilleure chanson, a été interprétée par Peter Howarth au chant. Il a ensuite formé un partenariat d'écriture avec Howarth, aujourd'hui chanteur des Hollies, et en 1990, ils ont écrit un opéra rock intitulé Robin, Prince of Sherwood qui a fait une tournée au Royaume-Uni pendant un an et a passé quatre mois dans le West End. Fenn et Howarth ont d'autres projets en cours. Ils réunissent aussi périodiquement une troupe d'éminents musiciens et se produisent sous le nom de Feramones.
Fenn a récemment effectué une tournée dans toute l'Allemagne en tant que membre du groupe Nokia Night of the Proms où, en plus de 10cc, il a joué avec Tears For Fears, Robin Gibb et Kim Wilde.
Depuis qu'il ne joue plus avec 10CC, Fenn passe maintenant la plupart de son temps chez lui, près de Byron Bay, en Australie, avec son épouse Heather et sa fille Ruby-Mae, où il a également collaboré avec la légende australienne du rock, Brian Cadd, sur divers projets, notamment une comédie musicale.

## Discographie

### Avec Mason & Fenn
- 1985 : Profiles
- 1986 : Life Could Be a Dream – 1986 (bande originale du film) [1]
- 1987 : White of the Eye – 1987 (bande originale du film)
- 1987 : Body Contact – 1987 (bande originale du film)
- 1989 : Tank Malling – 1989 (bande originale du film)

### Avec 10cc
- 1977 : Live and Let Live
- 1978 : Bloody Tourists
- 1980 : Look Hear?
- 1980 : Best of 10cc
- 1981 : Ten Out of 10
- 1983 : Windows in the Jungle
- 1985 : Live in Concert (Video)
- 1987 : The Collection
- 1993 : 10cc Alive
- 1995 : Mirror Mirror
- 1998 : Changing Faces (Video)
- 2003 : Ultimate Collection
- 2006 : Greatest Hits ... And More DVD
- 2008 : Clever Clogs DVD

### Avec Eric Stewart
- 1980 : Girls
- 1982 : Frooty Rooties

### Avec Graham Gouldman
- 1980 : Animalympics (bande originale du film d'animation AnimalOlympic)
- 2000 : And Another Thing...
- 2012 : Love and Work

### Avec Agnetha Fältskog
- 1985 : Eyes of a Woman

### Avec Peter Howarth
- 1992 : Robin Prince of Sherwood
- 1995 : Androcles and the Lion
- 1995 : Circle of Four

### Avec Mike Oldfield
- 1980 : QE2
- 1981 : Live at Montreux 1981
- 1982 : Five Miles Out
- 1983 : Crises
- 1987 : Islands

### Avec Rick Wakeman
- 1984 : Crimes of Passion (bande originale du film Les Jours et les nuits de China Blue)
- 1985 : Silent Nights
- 1985 : Live at Hammersmith

### Avec Sniff 'n' the Tears
- 1981 : Love Action

### Avec Michael Mantler
- 1987 : Live - Avec Jack Bruce et Nick Mason
- 1988 : Many Have No Speech (Watt/ECM) — Avec Jack Bruce, Marianne Faithfull et Robert Wyatt
- 1990 : The Watt Works Family Album : (WATT/ECM) — Sampler
- 1993 : Folly Seeing All This (ECM) —

### Avec Peter Green
- 1998 : Blues for Dhyana
- 2001 : The Clown

### Avec Tanita Tikaram
- 1998 : The Cappucino Songs